# Samuel Kolega
Samuel Kolega (* 15. Januar 1999 in Ulm, Deutschland) ist ein kroatischer Skirennläufer. Er ist auf die technischen Disziplinen Slalom und Riesenslalom spezialisiert. Sein älterer Bruder Elias Kolega war ebenfalls Skirennläufer.

## Biografie
Im Alter von 16 Jahren bestritt Kolega in Gröden seine ersten FIS-Rennen. Nach guten Ergebnissen in den folgenden Rennen wurde er für die Olympischen Jugend-Winterspiele 2016 in Lillehammer nominiert, wo er in fünf Wettkämpfen an den Start ging. In seiner Paradedisziplin Slalom schrammte er als Vierter nur sieben Hundertstel an der Bronzemedaille vorbei. Im Riesenslalom wurde er Fünfter, in der Kombination 13. In den folgenden Wintern startete er vorwiegend in FIS-Rennen, im Dezember 2017 gab er sein Debüt im Europacup, konnte sich aber vorerst nicht in den Punkterängen klassieren. Bei seinen ersten Juniorenweltmeisterschaften in Davos belegte er im Slalom Rang elf, im Riesenslalom schied er aus. Ein Jahr später wurde er im Fassatal Sechster im Slalom.
Im März 2016 gab Samuel Kolega im Riesenslalom von Kranjska Gora sein Weltcup-Debüt. Danach startete er vereinzelt in Slaloms, konnte sich aber lange nie für den zweiten Durchgang qualifizieren. Bei seinen ersten Weltmeisterschaften in St. Moritz scheiterte er bereits in der Qualifikation für den Riesenslalom. Im Februar 2018 nahm er an den Olympischen Winterspielen in Pyeongchang teil, wo er mit über zehn Sekunden Rückstand auf Sieger Marcel Hirscher Rang 37 belegte. Bei den Weltmeisterschaften in Åre wurde er wiederum im Riesenslalom 38. und lag damit einen Rang hinter seinem Bruder Elias. Im Januar 2021 gewann er mit Rang 15 bei seinem Heimrennen am Sljeme erstmals Weltcup-Punkte. Vier Jahre später gelang ihm mit Platz drei in Madonna di Campiglio der erste Weltcup-Podestplatz seiner Karriere.
Samuel und sein Bruder Elias werden von Ivica Kostelić und dessen Vater Ante trainiert.

## Erfolge

### Olympische Spiele
- Pyeongchang 2018: 37. Riesenslalom
- Peking 2022: 15. Slalom, 21. Riesenslalom

### Weltmeisterschaften
- Åre 2019: 38. Riesenslalom
- Courchevel/Méribel 2023: 34. Slalom
- Saalbach-Hinterglemm 2025: 10. Slalom

### Weltcup
- 5 Platzierungen unter den besten zehn, davon 1 Podestplatz

### Weltcupwertungen
| Saison  | Gesamt | Gesamt | Slalom | Slalom |
| Saison  | Platz  | Punkte | Platz  | Punkte |
| ------- | ------ | ------ | ------ | ------ |
| 2020/21 | 123.   | 16     | 41.    | 16     |
| 2021/22 | 94.    | 55     | 34.    | 55     |
| 2022/23 | 70.    | 91     | 25.    | 91     |
| 2023/24 | 55.    | 134    | 20.    | 134    |
| 2024/25 | 41.    | 226    | 13.    | 226    |

### Juniorenweltmeisterschaften
- Davos 2018: 11. Slalom
- Fassatal 2019: 6. Slalom, 41. Riesenslalom

### Weitere Erfolge
- 9 Siege in FIS-Rennen
- Olympische Jugend-Winterspiele 2016: 4. Slalom, 5. Riesenslalom, 9. Mannschaftswettbewerb, 13. Kombination